# Kupfer(II)-hydroxid
Kupfer(II)-hydroxid ist ein Hydroxid-Salz des Kupfers. Es ist ein blauer Feststoff, der allein oder in Mischung das Farbpigment Bremer Blau (auch Kalkblau genannt) bildet.

## Vorkommen
Natürlich kommt Kupfer(II)-hydroxid als Bestandteil der grünen Patina von Kupfer vor, welches auch aus basischem Kupfercarbonat besteht. Ein seltenes reines Kupfer(II)-hydroxid-Mineral ist Spertiniit.
{\displaystyle \mathrm {2\ Cu+H_{2}O+CO_{2}+O_{2}\longrightarrow Cu(OH)_{2}+CuCO_{3}} }

## Gewinnung und Darstellung
Kupferhydroxid kann durch Reaktion von Kupfersalzen mit Alkalilaugen hergestellt werden. Typischerweise wird dazu Kupfersulfat-Pentahydrat in Wasser aufgelöst und unter Kühlung durch Zugabe von Natriumhydroxid zu Kupferhydroxid und Natriumsulfat umgesetzt.
{\displaystyle \mathrm {CuSO_{4}+2\ NaOH\longrightarrow Cu(OH)_{2}+Na_{2}SO_{4}} }
Alternativ kann Kupferhydroxid auch durch die elektrochemische Umsetzung von Kupfer in Wasser hergestellt werden.

## Eigenschaften

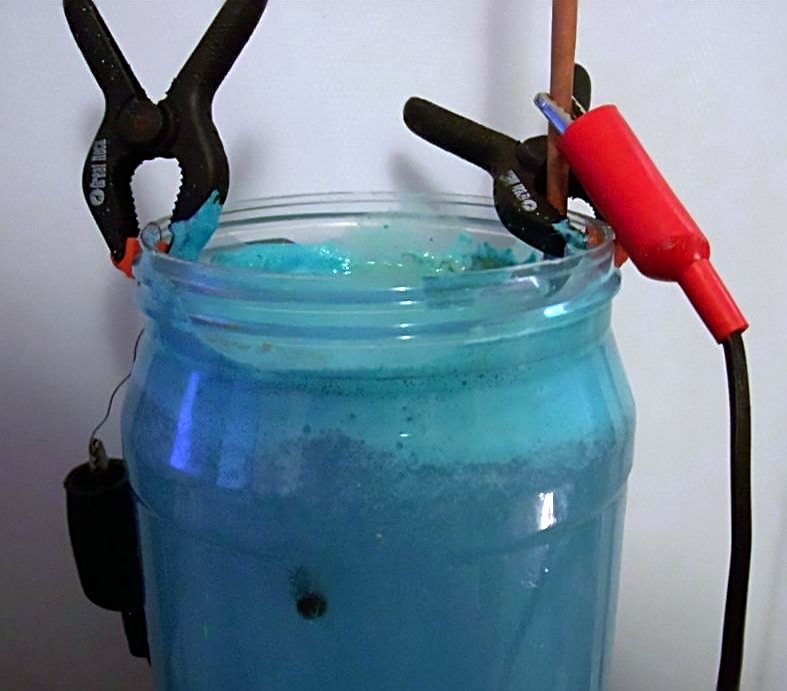
Kupfer(II)-hydroxid

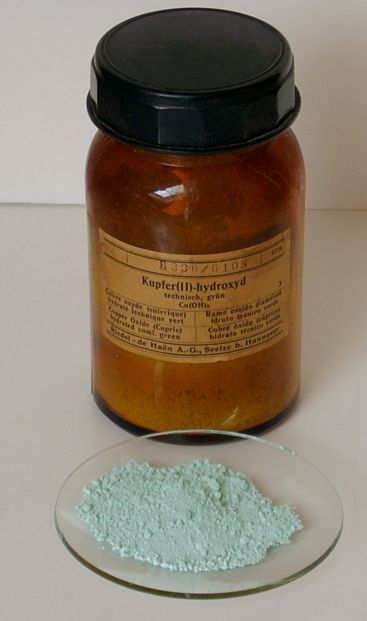
Technisches Kupfer(II)-hydroxid mit hellgrüner Farbe

Kupfer(II)-hydroxid ist unlöslich in kaltem Wasser. In konzentrierten Alkalilaugen ist die Verbindung löslich. Dabei bilden sich Hydroxokomplexe wie das tiefblaue [Cu(OH)4]2−. Ebenso ist frisch gefälltes Kupfer(II)-hydroxid löslich in Ammoniaklösung unter Bildung der Komplexverbindung Tetraamminkupfer(II)-hydroxid. Die Reaktion mit Mineralsäuren führt zu den entsprechenden Kupfer(II)-salzen.
{\displaystyle \mathrm {Cu(OH)_{2}+2\ HCl\longrightarrow CuCl_{2}+2\ H_{2}O} }
{\displaystyle \mathrm {Cu(OH)_{2}+2\ HNO_{3}\longrightarrow Cu(NO_{3})_{2}+2\ H_{2}O} }
{\displaystyle \mathrm {Cu(OH)_{2}+H_{2}SO_{4}\longrightarrow CuSO_{4}+2\ H_{2}O} }
Beim Erwärmen zerfällt (frisch gefälltes) Kupfer(II)-hydroxid zu Kupfer(II)-oxid und Wasser.
{\displaystyle \mathrm {Cu(OH)_{2}\longrightarrow CuO+H_{2}O} }
Bei vorsichtigem Trocknen (100 °C) erhält man nahezu wasserfreies Kupfer(II)-hydroxid in kristallisierter Form.

## Verwendung
Kupfer(II)-hydroxid wird verwendet als
- Pflanzenschutzmittel (Fungizid mit Sonderzulassung im biologischen Obst-, Wein-, Hopfen-, Gemüse- und Bananenanbau)
- zur Herstellung von Pigmenten (z. B. von Peligotblau, welches lichtecht bei künstlichem Licht ist)
- zur Herstellung der unter der Bezeichnung Schweizers Reagens bekannten ammoniakalischen Lösung, die als Reagens für Cellulosefasern dient. Hierin lösen sich regenerierte Cellulosefasern (Kunstseide, Viskose etc.), aber auch entbastete Seide (Serizin ist hingegen unlöslich). Demgegenüber zeigen Fasern aus nativer Cellulose (Baumwolle, Flachs, Hanf, Ramie, Rohseide etc.) nur eine, teilweise für die Faserart typische, Quellung.[6]
- zur Herstellung von Cupro[7]
- zur Herstellung von Beizmitteln, Schiffsbodenfarben, Katalysatoren[1]

### Zulassung
Kupfer(II)-hydroxid ist als Pflanzenschutzmittel (Handelsnamen Cuprozin, Kocide etc.) in Pflanzenschutzmitteln in vielen Staaten der EU, so auch in Deutschland und Österreich, sowie in der Schweiz zugelassen.